# Effondrement du toit de la boîte de nuit Jet Set
L’effondrement du toit de la boîte de nuit Jet Set, discothèque se trouvant à Saint-Domingue, capitale de la République dominicaine, survient le 8 avril 2025 en raison d'une défaillance structurale alors qu'un concert se déroule dans l'établissement.

## Contexte
La boîte de nuit Jet Set est ouverte depuis 1973. Elle est rénovée en 2010 et 2015. Elle est frappée par la foudre en 2023.
Selon Carlos Mendoza Díaz, président de l'association dominicaine des Ingénieurs, Architectes et Géomètres, « il ne s'agissait pas seulement d'une structure vieille de plus de cinquante ans, construite pour un cinéma et convertie ensuite en boîte de nuit, ce qui correspond évidemment à des paramètres de sécurité différents. [...] Nous savons également qu'un incendie s'est déclaré il y a quelques années et [...] peut-être la combinaison de ces facteurs pourrait-elle avoir provoqué l'effondrement ».
La boîte de nuit est réputée pour ses concerts du lundi soir qui attirent beaucoup de personnes connues. Lors de la catastrophe, l'établissement accueillait un concert du chanteur de merengue Rubby Pérez. Le concert avait commencé depuis trente minute lorsque l'effondrement s'est produit.

## Bilan
Les médias locaux évoquent la présence de cinq cents à deux mille personnes dans l’établissement. Le bilan de la catastrophe est, au 14 avril, d'au moins 231 morts (221 recensés sur place et 10 recensés dans les hôpitaux) , dont au moins 190 Dominicains, et au moins 189 blessés. Au 12 avril, une vingtaine de blessés sont encore hospitalisés, dont plusieurs en soins intensifs.
| Pays                   | Décès | Blessés      |
| ---------------------- | ----- | ------------ |
| République dominicaine | 195   | 181          |
| États-Unis             | 17    | 1            |
| Venezuela              | 10    | 5            |
| France                 | 2     | 0            |
| Italie                 | 2     | 0            |
| Colombie               | 1     | 2            |
| Costa Rica             | 1     | 0            |
| Haiti                  | 1     | 0            |
| Kenya                  | 1     | 0            |
| Espagne                | 1     | 0            |
| Total                  | 231   | au moins 189 |

Il s'agit ainsi du pire désastre dans le pays depuis le début du XXIe siècle. Parmi les victimes, figurent Nelsy Cruz (en), gouverneure de la province de Monte Cristi, les anciens joueurs de baseball de la Ligue majeure Octavio Dotel et Tony Blanco (en), ainsi que le chanteur de merengue Rubby Pérez, qui se produisait avec son groupe lors de l'effondrement de la salle,,.

## Enquête et suites
Le gouvernement décide de créer une commission d'enquête « composée d'experts nationaux et internationaux » pour « déterminer les causes » de l'effondrement du toit. La présidence du pays précise que la commission travaillera « avec une totale ouverture et dans le plein respect de l'indépendance du ministère public ».
Selon la presse, « les experts s’accordent à voir dans la surcharge sur la structure combinée au défaut de réglementation la cause de l’effondrement du toit ».
Le gérant du Jet Set déclare que l'établissement n'a jamais été contrôlé par les autorités. Il mentionne des infiltrations d'eau récurrentes et souligne que les plafonds ont été remplacés le jour même de la catastrophe.
Le président dominicain Luis Abinader déclare que le pays ne dispose pas de lois permettant de contrôler les constructions privées (vide juridique) et que le gouvernement prépare un projet législatif dans ce but. En France il existe par exemple des réglementations qui concernent les établissement recevant du public.